# Xysticus brunneitibiis
Xysticus brunneitibiis är en spindelart som beskrevs av Lodovico di Caporiacco 1939. Xysticus brunneitibiis ingår i släktet Xysticus och familjen krabbspindlar.
Artens utbredningsområde är Etiopien. Inga underarter finns listade i Catalogue of Life.